# Saison 2 de Femmes de loi
Cet article présente le guide de la deuxième saison de la série télévisée Femmes de loi.
| № | # | Titre                | Réalisation      | Scénario                                             | Première diffusion |
| --- | - | -------------------- | ---------------- | ---------------------------------------------------- | ------------------ |
| 4 | 1 | Dette d'amour        | Denis Amar       | Céline et Martin Guyot                               | 16 septembre 2002  |
| Elisabeth Brochène et Marie Balaguère enquêtent dans un club hippique où une jeune femme, Vanessa, accuse le propriétaire, Monsieur Deslandes de l'avoir droguée et d'avoir tenté de la violer. Très vite, on retrouve de drôles d'enregistrements au haras et l'aménagement du colombier semble bien glauque à Marie et Elisabeth. Comment les Femmes de loi vont-elles s'en sortir face à un avocat véreux de la trempe de Paul Gonsard, qu'Elisabeth a déjà affronté quelques années auparavant ? |   |                      |                  |                                                      |                    |
| 5 | 2 | Un amour de jeunesse | Laurent Carcélès | Robin Barataud, Jean Reynard, Céline et Martin Guyot | 7 octobre 2002     |
| Les femmes de loi enquêtent sur le meurtre d'un professeur de musique au lycée Diderot. L'enquête s'oriente vers un élève récemment renvoyé du lycée et connu pour trafic de drogue et un autre élève qui semble s'être adonné à des jeux dangereux avec une de ses professeures. Il ne reste plus à Marie et Elisabeth qu'à déjouer les plans de l'assassin pour réussir à le démasquer... |   |                      |                  |                                                      |                    |
| 6 | 3 | L'École du vice      | Denis Amar       | Jean Falculete                                       | 11 novembre 2002   |
| Elisabeth Brochène et Marie Balaguère enquêtent sur la mort de Victor Brochard, surveillant de la prison des Aulnettes. Le directeur de la prison apprend à Marie Balaguère que Victor Brochard ne s'était pas fait que des amis au sein de la prison: il voulait cesser les trafics en tous genres dirigés par Flamand et de plus, il avait empêché l'évasion de Charles Moretti qui venait tout juste d'être libéré pour bonne conduite. Tout cela en fait un suspect idéal mais celui-ci est finalement frappé à mort par un surveillant de prison voulant de venger la mort de son ami. En même temps, Elisabeth Brochène tente d'aider un ancien détenu, Lefur. Une enquête qui s'annonce difficile pour nos deux héroïnes de choc... |   |                      |                  |                                                      |                    |
| 7 | 4 | Crime passionnel     | Laurent Carcélès | Benoît Valère, Céline et Martin Guyot                | 10 mars 2003       |
| Isabelle Reignier, la trentaine, décède sur un parking, écrasée à deux reprises par sa propre voiture. Elisabeth et Marie se mettent en selle et s'opposent ouvertement. Elisabeth est persuadée qu'il s'agit d'un homicide conjugal, tout semblant aller au plus mal entre Isabelle et son mari Bruno, architecte renommé. Mais Maire est loin d'être de cet avis, persuadé de son innocence. Avec l'aide du psychothérapeute de Bruno et Isabelle ainsi que de celle de l'associé de Bruno, Gilles Coquet, les deux Femmes de loi réussiront à déjouer cette affaire très emmêlée... |   |                      |                  |                                                      |                    |
| 8 | 5 | À bout de force      | Emmanuel Gust    | Fabien Suarez et Francis Nief                        | 28 avril 2003      |
| Elisabeth Brochène et son lieutenant de choc enquêtent sur l'assassinat d'une femme. Lorsqu'elles découvrent que la défunte entretenait des relations avec un amant et que ce dernier est un policier de la brigade criminelle, les soupçons se portent successivement sur Hervé Berg, puis sur son supérieur Louis Derval, accusé par ailleurs par Berg de harcèlement moral... Lequel est l'assassin? Les Femmes de loi vont se battre pour démasquer le meurtrier... |   |                      |                  |                                                      |                    |
| 9 | 6 | L'Œil de Caïn        | Emmanuel Gust    | Laurent Burtin et Marie-Anne Le Pezennec             | 26 mai 2003        |
| Simon Bartoldi, l'ex-mari d'Elisabeth, s'est acheté une maison dans une résidence de haut standing. Celle-ci semble calme et a l'avantage d'être surveillée en permanence par des caméras de la société Proktat et par des vigiles. Premier problème de taille : l'un d'entre eux est retrouvé assassiné. Les enquêteurs et Marie Balaguère découvrent rapidement que celui-ci était l'amant d'une des résidentes, Sylvia Bataille. Elisabeth et Marie vont donc mener l'enquête. Elles constatent très vite que beaucoup de propriétaires de cette résidence ont quitté précipitamment leur logement de manière inexpliquée... |   |                      |                  |                                                      |                    |